# جاناتان موریس
جاناتان موریس (انگلیسی: Jonathon Morris؛ زادهٔ ۲۰ ژوئیهٔ ۱۹۶۰) بازیگر و مجری اهل بریتانیا است. وی بین سال‌های ۱۹۸۰ تا ۲۰۰۲ میلادی فعالیت می‌کرد.

## گزیدهٔ نقش‌آفرینی‌ها
- دکتر هو - اپیزود اسنیک‌دنس (۱۹۸۳)[۱]
- بو ژست[۲] (۱۹۸۲)
- حرفه‌ای‌ها[۳] (۱۹۸۰)